# Casa Merciai
La casa Merciai, o Leopardi, è un edificio di Firenze, situato in via della Pergola 57.

## Storia e descrizione
Già dei Mannozzi, la casa passò nel 1580 ai da Castello, quindi, nel 1602, agli Arrigoni da Bergamo. A questo periodo, tra la fine del Cinquecento e i primi del Seicento, si deve la riconfigurazione della facciata nei termini attuali, che Francesca Carrara ipotizza riconducibile a una iniziativa degli Arrigoni e data ai primi decenni del Seicento.
Nel corso del Settecento la casa divenne proprietà della famiglia Maggioli, quindi nel 1824 passò a Gaetano Gasparri, ministro dello Stato Civile del regno, che comprò anche l'antica casa adiacente già del Cellini. Nel 1850 risultava dell'antiquario Riccieri (che oltre all'abitazione vi aveva sistemato la propria galleria). Successivamente passò ai Merciai e, nel 1936, ai Bordoni.
In alcuni ambienti dell'edificio è stato a lungo lo studio del pittore e scultore Marcello Tommasi, mentre non trova riscontro la tradizione che vuole essere stato nel cortile modellata da Benvenuto Cellini la statua del Perseo (riferibile invece al numero 59 di questa stessa via).

## Descrizione

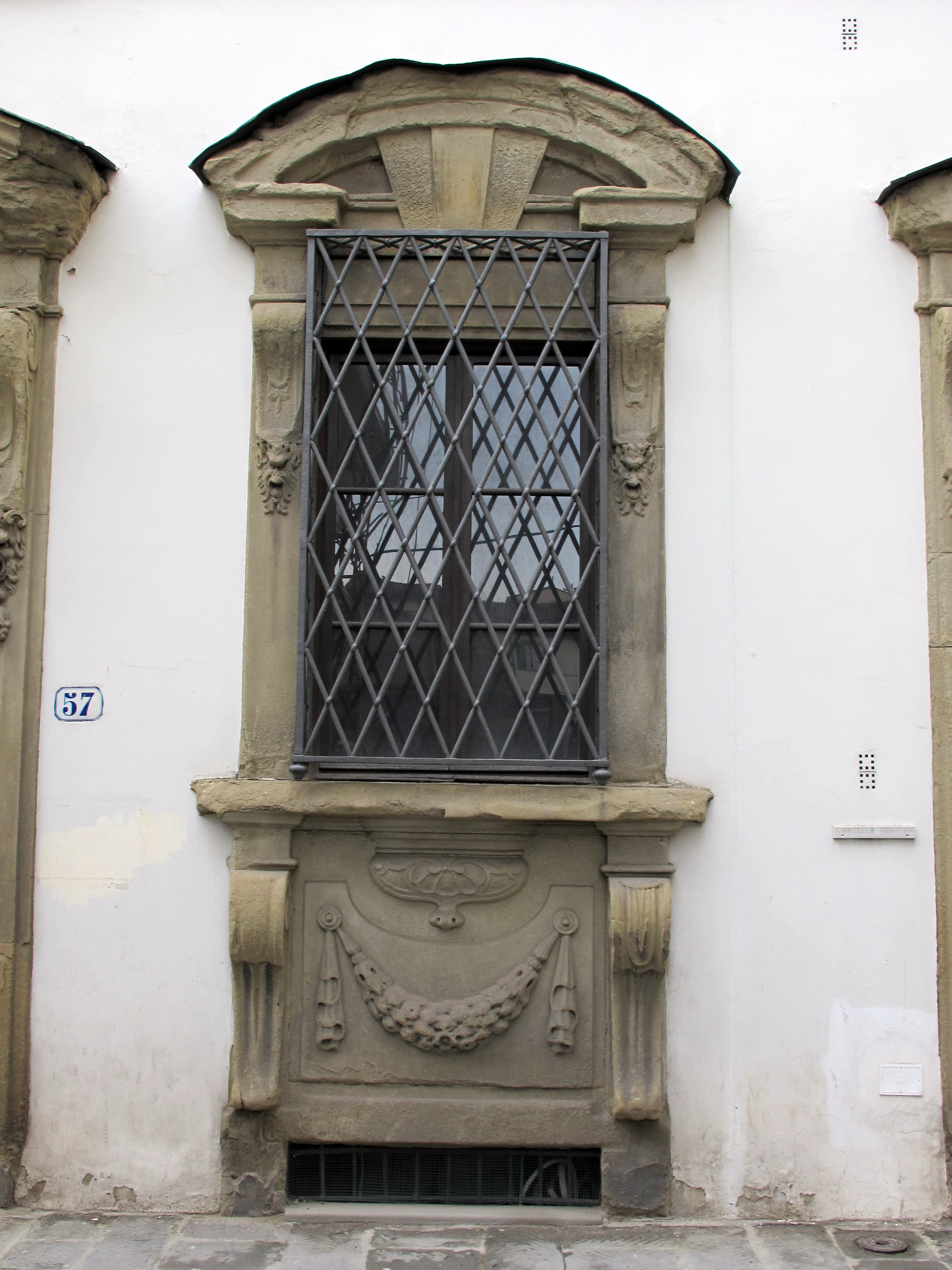
Finestra inginocchiata

Walther Limburger (che la segnala come casa Merciai) la dice alla maniera di Bernardo Buontalenti. Così Mazzino Fossi: "È un notevole esempio di architettura manierista fiorentina. Conserva ancora un bel cortile". Per il repertorio di Bargellini e Guarnieri è d'impianto quattrocentesco, rimaneggiata nel Cinquecento.
Si tratta senza dubbio di un'architettura d'autore, di notevole impatto per quanto concerne il fronte, decisamente sviluppato in altezza grazie ai suoi quattro piani (più un volume in soprelevazione) organizzati su soli tre assi. Portone e finestre presentano cornici in pietra riccamente lavorate. Sul portone è uno scudo con un'arme con il campo troncato.
(Francesca Carrara, Atlante del Barocco 2007, pp. 418-419)

## Bibliografia

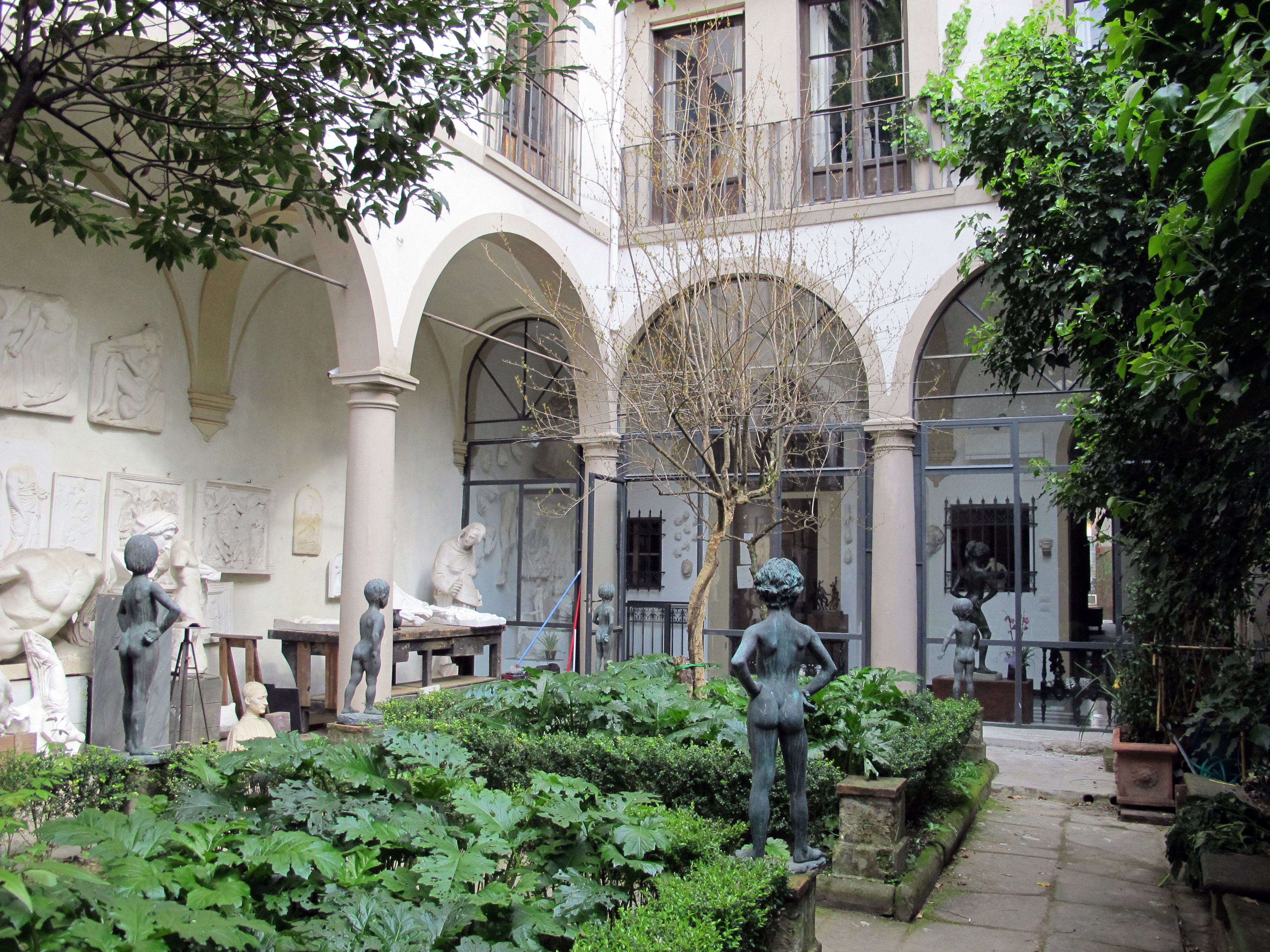
Casa Merciai